# Diocèse de Spire
Le diocèse de Spire (en latin : dioecesis Spirensis ; en allemand : Bistum Speyer ; en palatin : Bischdum Schbaya) est une église particulière de l'Église catholique en Allemagne. Son siège est la cathédrale Notre-Dame-de-l'Assomption-et-Saint-Étienne de Spire. Érigé en 346, il est un des plus anciens diocèses d'Allemagne. Depuis 1818, il couvre l'ancien Palatinat bavarois et est suffragant de l'archidiocèse de Bamberg. Depuis 2007, Karl-Heinz Wiesemann est l'évêque diocésain de Spire.
Il constitua une principauté ecclésiastique du Saint-Empire romain germanique qui fut médiatisée en 1803 (voir évêché de Wurtzbourg pour l'histoire de cet État). Il faisait alors partie de l'ancienne province ecclésiastique de Mayence.

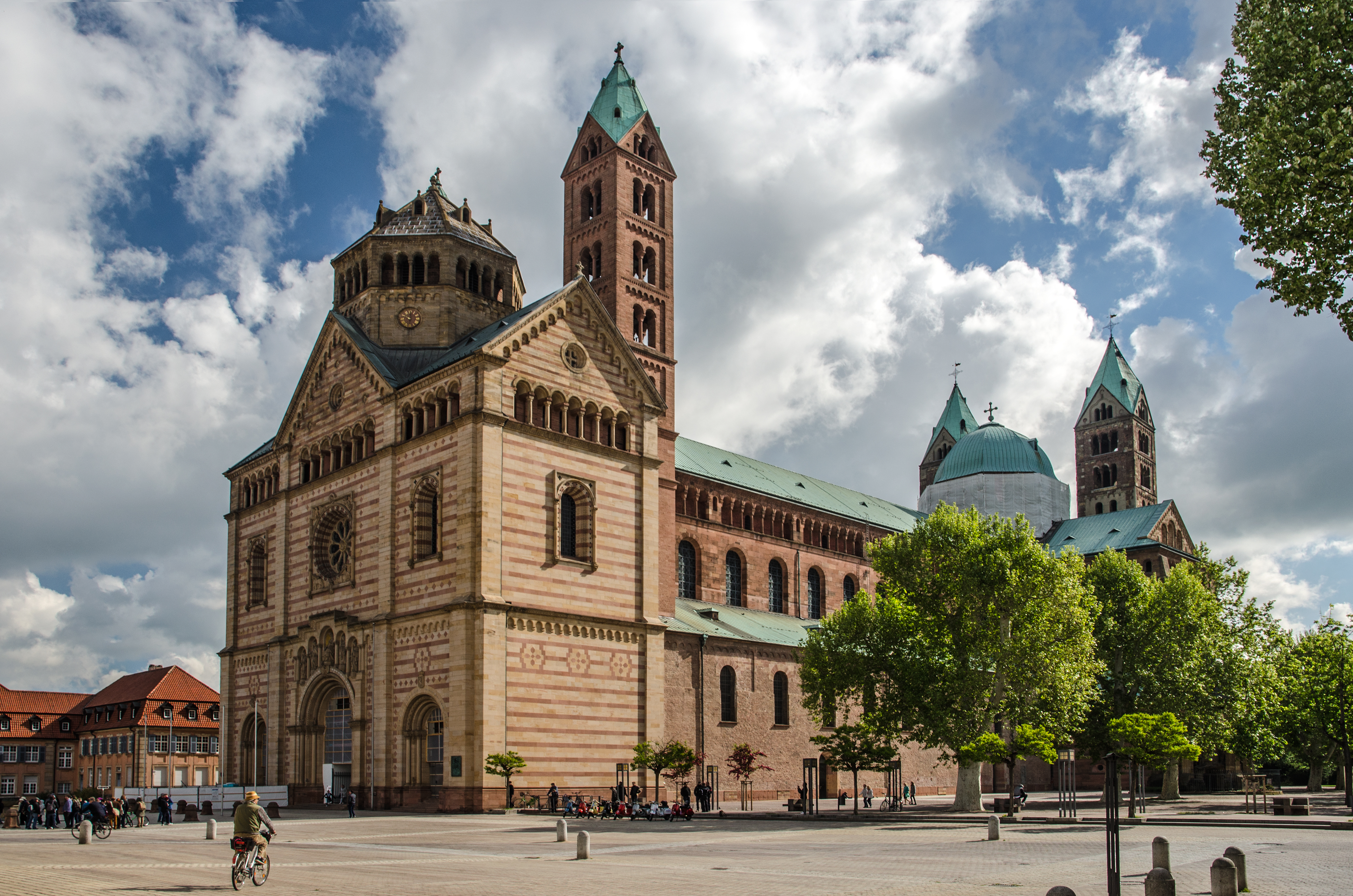
La cathédrale de Spire.

## Personnalités liées au diocèse
- Liste des évêques de Spire.
- Ludwig Maria Hugo (1871-1935), évêque de Mayence entre 1921 et 1935, adversaire résolu du nazisme, pendant la Première Guerre mondiale, a pris la tête du séminaire diocésain de Spire.
- Maria Joseph Weber, membre de la congrégation du Saint-Esprit.